# Bartoszki
Bartoszki (deutsch Bartoschken, 1938 bis 1945 Bartzdorf (Ostpr.)) mit Kolonia Bartoszki (deutsch Abbau Bartoschken, 1938 bis 1945 Abbau Bartzdorf) ist ein Dorf in der polnischen Woiwodschaft Ermland-Masuren. Es gehört zur Gmina Nidzica (Stadt- und Landgemeinde Neidenburg) im Powiat Nidzicki (Kreis Neidenburg).

## Geographische Lage
Bartoszki liegt in der südwestlichen Mitte der Woiwodschaft Ermland-Masuren, fünf Kilometer nordöstlich der Kreisstadt Nidzica (deutsch Neidenburg). Kolonia Bartoszki liegt etwa 1 Kilometer nördlich des Dorfs bzw. sechs Kilometer nordöstlich der Kreisstadt.
|  |

## Geschichte

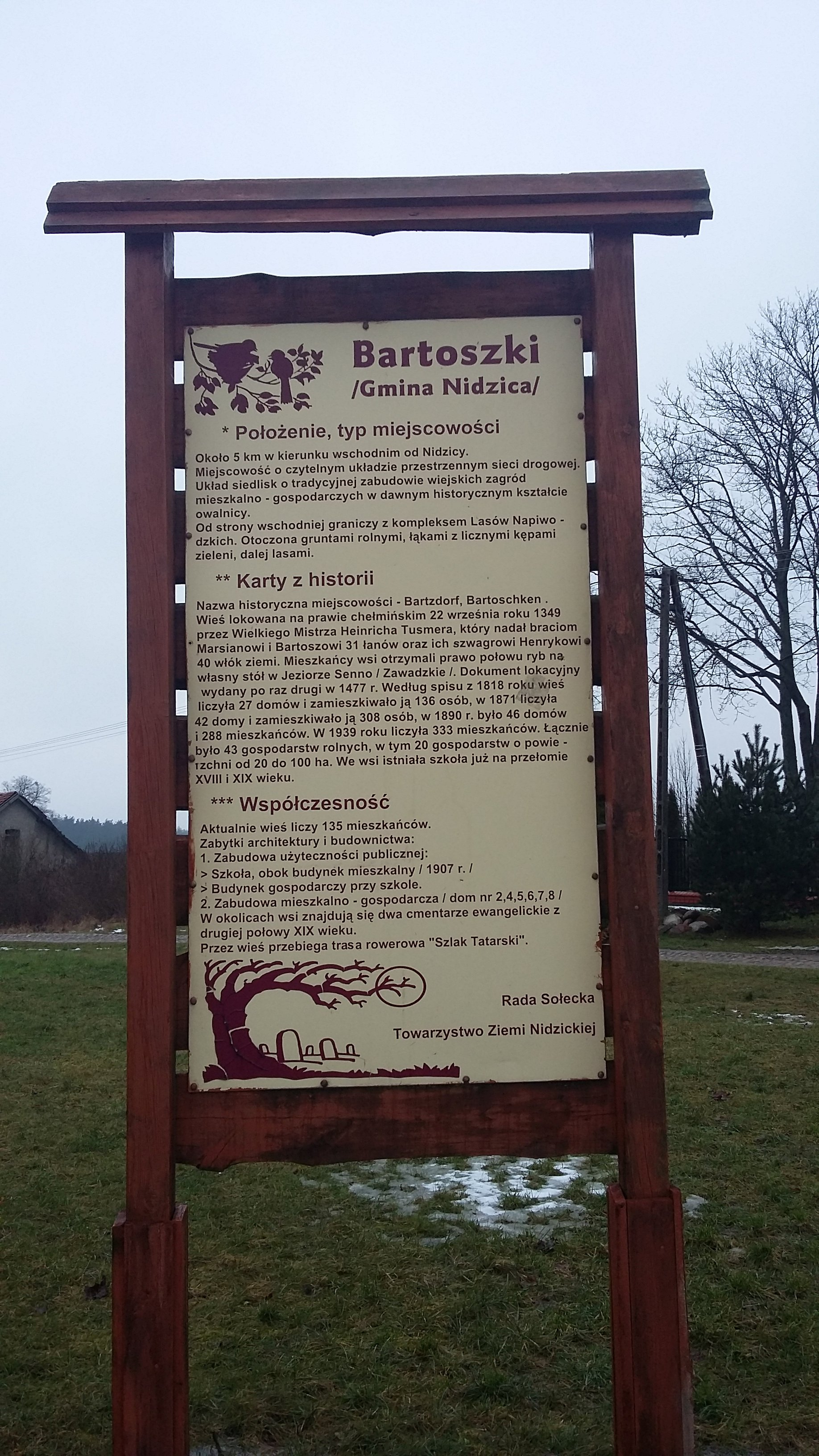
Ortsinformationstafel

### Ortsgeschichte
Das ursprünglich Bartuschki, nach 1574 Bartosken und nach 1785 Bartoschken genannte Dorf wurde im Jahre 1349 gegründet. Am 28. Mai 1874 wurde Bartoschken ein Amtsdorf und damit namensgebend für einen Amtsbezirk im Kreis Neidenburg im Regierungsbezirk Königsberg (1905 bis 1945 Regierungsbezirk Allenstein) in der ostpreußischen Provinz Ostpreußen. Im Jahre 1910 zählte das Dorf mit dem Wohnplatz Abbau Bartoschken 333 Einwohner, im Jahre 1933 waren es 377.
Aufgrund der Bestimmungen des Versailler Vertrags stimmte die Bevölkerung in den Volksabstimmungen in Ost- und Westpreußen am 11. Juli 1920 über die weitere staatliche Zugehörigkeit zu Ostpreußen (und damit zu Deutschland) oder den Anschluss an Polen ab. In Bartoschken stimmten 195 Einwohner für den Verbleib bei Ostpreußen, auf Polen entfielen keine Stimmen.
Am 3. Juni – amtlich bestätigt am 16. Juli – 1938 wurde Bartoschken aus politisch-ideologischen Gründen der Abwehr fremdländisch klingender Ortsnamen in „Bartzdorf  (Ostpr.)“ umbenannt, ebenso Abbau Bartoschken in „Abbau Bartzdorf“. Die Zahl der Einwohner belief sich 1939 auf 333.
In Kriegsfolge kam Bartzdorf 1945 mit dem Abbau innerhalb des gesamten südlichen Ostpreußen zu Polen. Der Abbau erhielt die polnische Namensform „Kolonia Bartoszki“, das Dorf die Bezeichnung „Bartoszki“ und ist mit dem Sitz eines Schulzenamts (polnisch Sołectwo) eine Ortschaft im Verbund der Stadt- und Landgemeinde Nidzica (Neidenburg) im Powiat Nidzicki (Kreis Neidenburg), bis 1998 der Woiwodschaft Olsztyn, seither der Woiwodschaft Ermland-Masuren zugehörig. Die Zahl der Einwohner belief sich 2011 auf 143.

### Amtsbezirk Bartoschken/Bartzdorf (1874–1945)
Zum Amtsbezirk Bartoschken gehörten bei seiner Errichtung im Jahre 1874 sechs Dörfer:
| Deutscher Name | Geänderter Name 1938 bis 1945 | Polnischer Name |
| -------------- | ----------------------------- | --------------- |
| Bartoschken    | Bartzdorf (Ostpr.)            | Bartoszki       |
| Gregersdorf    |                               | Grzegórzki      |
| Magdalenz      |                               | Magdaleniec     |
| Modlken        | Moddelkau                     | Módłki          |
| Piotrowitz     | (ab 1932:) Alt Petersdorf     | Piotrowice      |
| Waschulken     | Waiselhöhe                    | Waszulki        |

Am 1. Januar 1945 bildeten den Amtsbezirk Bartzdorf (Ostpr.) die Dörfer: Alt Petersdorf, Bartzdorf (Ostpr.), Gregersdorf, Magdalenz, Moddelkau und Waiselhöhe.

## Kirche
Bis 1945 war Bartoschken resp. Bartzdorf nach Neidenburg eingepfarrt: in die evangelische Pfarrkirche Neidenburg in der Kirchenprovinz Ostpreußen der Kirche der Altpreußischen Union, außerdem in die katholische Pfarrkirche Neidenburg im Bistum Ermland.
Seit 1948 gehört Bartoszki mit der Kolonie zur evangelischen Heilig-Kreuz-Kirche Nidzica in der Diözese Masuren der Evangelisch-Augsburgischen Kirche in Polen, außerdem zur römisch-katholischen Kirche der Unbefleckten Empfängnis der Heiligen Jungfrau Maria und des Hl. Adalbert Nidzica im jetzigen Erzbistum Ermland.

## Verkehr
Bartoszki ist von Nidzica an der Schnellstraße S 7 auf direktem Wege zu erreichen. Durch das Dorf – und auch die Kolonie Bartoszki – verläuft außerdem eine Nebenstraße, die die Woiwodschaftsstraße 545 bei Napiwoda (Grünfließ) mit der Woiwodschaftsstraße 604 bei Grzegórzki (Gregersdorf) verbindet.
Die nächste Bahnstation ist Napiwoda an der  – allerdings nicht mehr regulär befahrenen – Bahnstrecke Nidzica–Wielbark (deutsch Neidenburg–Willenberg).